# Breitrachen

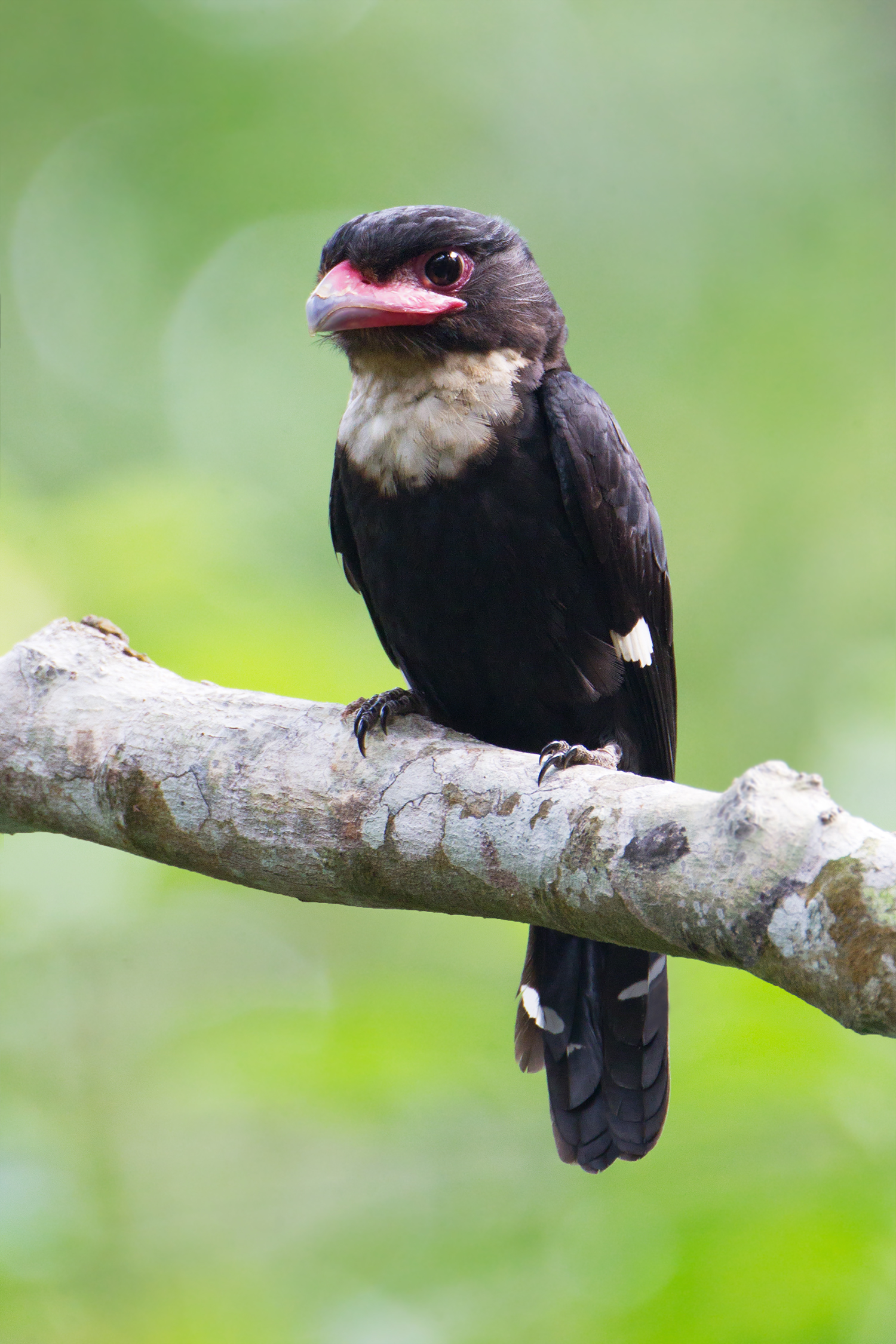
Riesenbreitrachen (Corydon sumatranus)

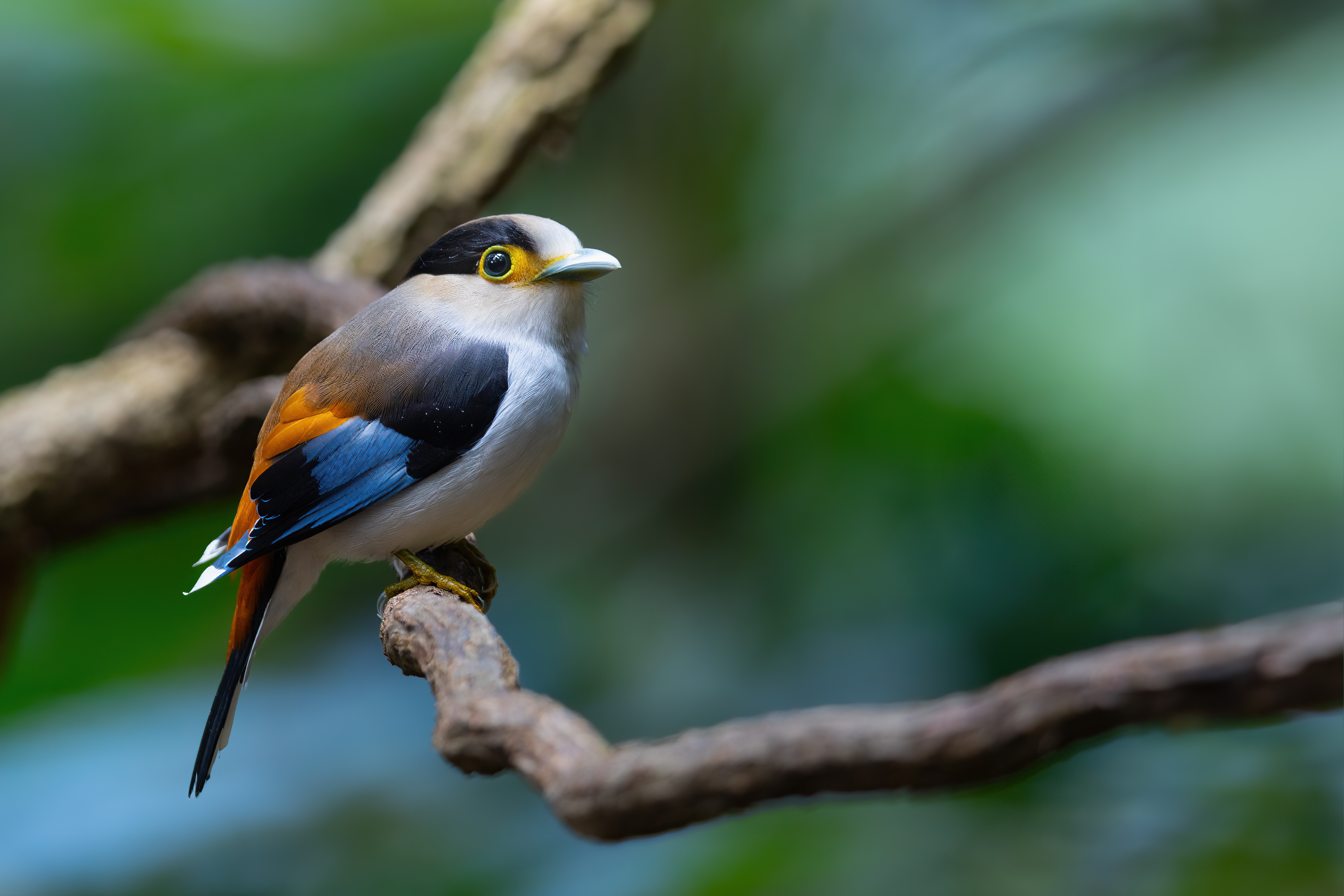
Würgerbreitrachen (Serilophus lunatus)

Die Breitrachen (Eurylaimidae) sind eine Familie der Unterordnung der Schreivögel (Tyranni). Sie sind wahrscheinlich nahe mit den Pittas (Pittidae) und Lappenpittas (Philepittidae) verwandt und bilden mit ihnen das Taxon Eurylaimides (Schreivögel der Alten Welt).
Breitrachen bewohnen die Urwälder und Waldgebiete in Afrika, Südasien und Südostasien (vom Himalaya bis Südchina und den Philippinen). Die meisten leben im Innern der Wälder, einige auch in offeneren Gebieten, in Küstenwäldern, Baumplantagen oder auf Kulturland. Sie kommen von der Küste bis zu einer Höhe von 2500 Meter vor. Oft halten sie sich in der Nähe von Gewässern auf.

## Merkmale
Breitrachen sind etwa 14 bis 28 Zentimeter lange, gedrungene Vögel mit charakteristischen großen Köpfen, großen Augen, kräftigen, breiten Schnäbeln, kurzen Beinen und Schwänzen. In Unterschied zu anderen Sperlingsvögeln haben sie 15 Halswirbel. Üblich sind sonst 14 Halswirbel. Alle Arten haben den namensgebenden breiten Rachen.
Bei den meisten Arten ist der Schwanz abgerundet. Ihre Farben, besonders das der asiatischen Arten, sind oft prächtig. Das Gefieder ist locker. Bei der Hälfte der Arten sind die Geschlechter am bunten Federkleid unterscheidbar. Existiert ein Sexualdimorphismus, so sind die Farben der Weibchen stumpfer. Auch Jungvögel haben weniger prächtige Farben, außerdem sind ihre Schwänze und Flügel kürzer. Bei gekennzeichneten wildlebenden Vögeln wurde ein Maximalalter von sechs Jahren ermittelt, in Gefangenschaft gehaltene Tiere erreichten 19 Jahre.
Ihre birnenförmigen Nester hängen sie oftmals über Wasser an die Zweige oder Äste der Bäume.

## Ernährung
Die Nahrung der meisten Arten besteht aus Insekten, die sie ähnlich wie Fliegenschnäpper (Muscicapidae) im Flug fangen oder von der Vegetation aufnehmen. Drei Breitschnabelarten ernähren sich von Früchten. Dabei werden weiche Früchte wie Feigen bevorzugt. Die Jungen werden allerdings auch von diesen Arten mit Insekten gefüttert.

## Gattungen und Arten
Es gibt sieben Gattungen und neun Arten.
- Gattung Corydon
  - Riesenbreitrachen (Corydon sumatranus)
- Gattungen Cymbirhynchus
  - Kellenschnabel-Breitrachen (Cymbirhynchus macrorhynchos)
- Gattungen Eurylaimus
  - Rosenkopf-Breitrachen (Eurylaimus javanicus)
  - Halsband-Breitrachen (Eurylaimus ochromalus)
  - Philippinen-Breitrachen (Eurylaimus steerii)
  - Purpurrücken-Breitrachen (Eurylaimus samarensis)
- Gattungen Psarisomus
  - Papageibreitrachen (Psarisomus dalhousiae)
- Gattungen Serilophus
  - Würgerbreitrachen (Serilophus lunatus)
- Gattungen Pseudocalyptomena
  - Blaukehl-Breitrachen (Pseudocalyptomena graueri)

## Einzelbelege
1. ↑   Pagel, Marcordes:  Exotische Weichfresser. S. 90.